# Enicospilus nigrolineatus
Enicospilus nigrolineatus là một loài tò vò trong họ Ichneumonidae.